# Инстербургско-Кёнигсбергская операция
Инстербургско-Кёнигсбергская операция — фронтовая военная операция вооружённых сил СССР против войск нацистской Германии в ходе Великой Отечественной войны, часть Восточно-Прусской операции 1945 года.

## Расстановка сил

### СССР
- 1-й Прибалтийский фронт (частью сил)[2][1]:
  - 43-я армия (по 19 января)
- 3-й Белорусский фронт[2][1]:
  - 43-я армия (с 19 января)
  - 39-я армия
  - 5-я армия
  - 28-я армия
  - 11-я гвардейская армия
  - 31-я армия
  - 2-я гвардейская армия
  - 11-я гвардейская армия
  - 1-й танковый корпус
  - 2-й гвардейский танковый корпус

Авиационная поддержка осуществлялась силами 1-й воздушной армии:
- 6-я гвардейская бомбардировочная авиационная дивизия;
- 276-я бомбардировочная авиационная дивизия;
- 1-я гвардейская штурмовая авиационная дивизия;
- 182-я штурмовая авиационная дивизия;
- 277-я штурмовая авиационная дивизия;
- 311-я штурмовая авиационная дивизия;
- 129-я истребительная авиационная дивизия;
- 130-я истребительная авиационная дивизия;
- 240-я истребительная авиационная дивизия;
- 303-я истребительная авиационная дивизия;
- 330-я истребительная авиационная дивизия;
- 213-я ночная бомбардировочная авиационная дивизия;
- 406-й ночной бомбардировочный авиационный полк;
- 10-й отдельный разведывательный авиационный полк;
- 90-й отдельный разведывательный авиационный полк;
- 117-й корректировочно-разведывательный авиационный полк;
- 151-й корректировочно-разведывательный авиационный полк;
- 142-й транспортный авиационный полк;
- 1-й санитарный авиационный полк;
- 354-й авиационный полк связи
- 1-й французский истребительный авиационный полк «Нормандия».

### Германия
- Группа армий «Центр» (с 26 января — группа армий «Север»):
  - 3-я танковая армия;
  - 4-я армия

## Ход операции
15 января 1945 года войска 3-го Белорусского фронта перешли в наступление. После артиллерийской подготовки пехота и танки, поддерживаемые артиллерийским огнём, атаковали немцев. Немцы оказывали ожесточённое сопротивление. К исходу дня 39-я армия и 5-я армии продвинулись на 2-3 км, 28-я армия — на 7 км. К концу 15 января все армии фронта продвинулись на 15 км.
Вклинение советских войск в немецкую оборону создало угрозу окружения немецкой группировки, оборонявшейся в междуречье Немана и Инстера. Противник начал отход ко второй полосе обороны.
18 января 1945 года 1-й танковый корпус вошёл в прорыв на левом фланге 39-й армии. Соединения танкового корпуса с боями достигли реки Инстер и захватили плацдармы на её правом берегу. Войска 39-й армии продвинулись в этот день на 20 км.
К этому времени 5-я и 28-я армии, возобновив наступление, завершили прорыв тактической обороны противника.
19 января 1945 года 43-я и 39-я армии овладели Тильзитом. В ходе боёв 19-22 января 1945 года инстербургская группировка противника была окружена. В ночь на 22 января начался штурм Инстербурга. К утру город был захвачен.
Продолжая наступление, войска правого крыла фронта 23-25 января 1945 года с ходу форсировали реки Дейме, Прегель и Алле, преодолели сооружения Хейльсбергского укреплённого района на севере и продвигались к Кёнигсбергу. 26 января 1945 года они подошли к внешнему оборонительному обводу города.

## Результат операции
В результате операции советские войска захватили немецкий город Инстербург (ныне — Черняховск) и приблизились к Кёнигсбергу (ныне — Калининград).

## Удостоенные звания «Герой Советского Союза» за боевую операцию
За Инстербургско-Кёнигсбергскую операцию звания «Герой Советского Союза» удостоены:
- Апраксин Сергей Андреевич
- Бутков Василий Васильевич
- Васильев Михаил Павлович
- Гавриш Иван Фомич
- Гамцемлидзе Шота Леонович
- Голубов Анатолий Емельянович
- Григоренко Михаил Георгиевич
- Грошев Леонид Петрович
- Дойчев Вадим Пантелеймонович
- Дьяков Петр Михайлович
- Жмурко Иван Матвеевич
- Заклепа Кирилл Петрович
- Ивченко Владимир Иванович
- Ижутов Николай Степанович
- Ижутов Николай Степанович
- Киласония Герман Владимирович
- Коровин Яков Ильич
- Кошевой Петр Кириллович
- Кузьменко Николай Иванович
- Курасов Василий Михайлович
- Кутурга Иван Васильевич
- Лапушкин Иосиф Александрович
- Малов Иван Степанович
- Марьин Иван Ильич
- Мохов Константин Григорьевич
- Рыбин Николай Ильич
- Рыбников Александр Ильич
- Соколов Валентин Петрович
- Соммер Андрей Иосифович
- Степанов Николай Никитович
- Тазаев Алексей Иванович
- Худяков Виктор Леонидович
- Цуканова Мария Никитична
- Чернец Иван Арсентьевич
- Чугаев Анатолий Сергеевич
- Яналов Андрей Михайлович